# Hess Natur
Hess Natur (Eigenschreibweise: hessnatur) ist ein deutsches Naturtextilienversandhaus mit Sitz in Butzbach im Wetteraukreis in Hessen. Das Angebot an Waren ist an naturbewusste oder spezielle Kunden wie zum Beispiel Allergiker gerichtet. Das gesamte Sortiment stammt aus fairem Handel.
Das Unternehmen ist Mitglied des Bündnisses für Nachhaltige Textilien.

## Geschichte
Das Unternehmen wurde 1976 von Heinz Hess und Dorothea Hess unter dem Namen „dorothea hess – Versand naturgemäßer Waren“ in Bad Homburg vor der Höhe gegründet. Die gemeinsame Geschäftsführung lief bis 1982.

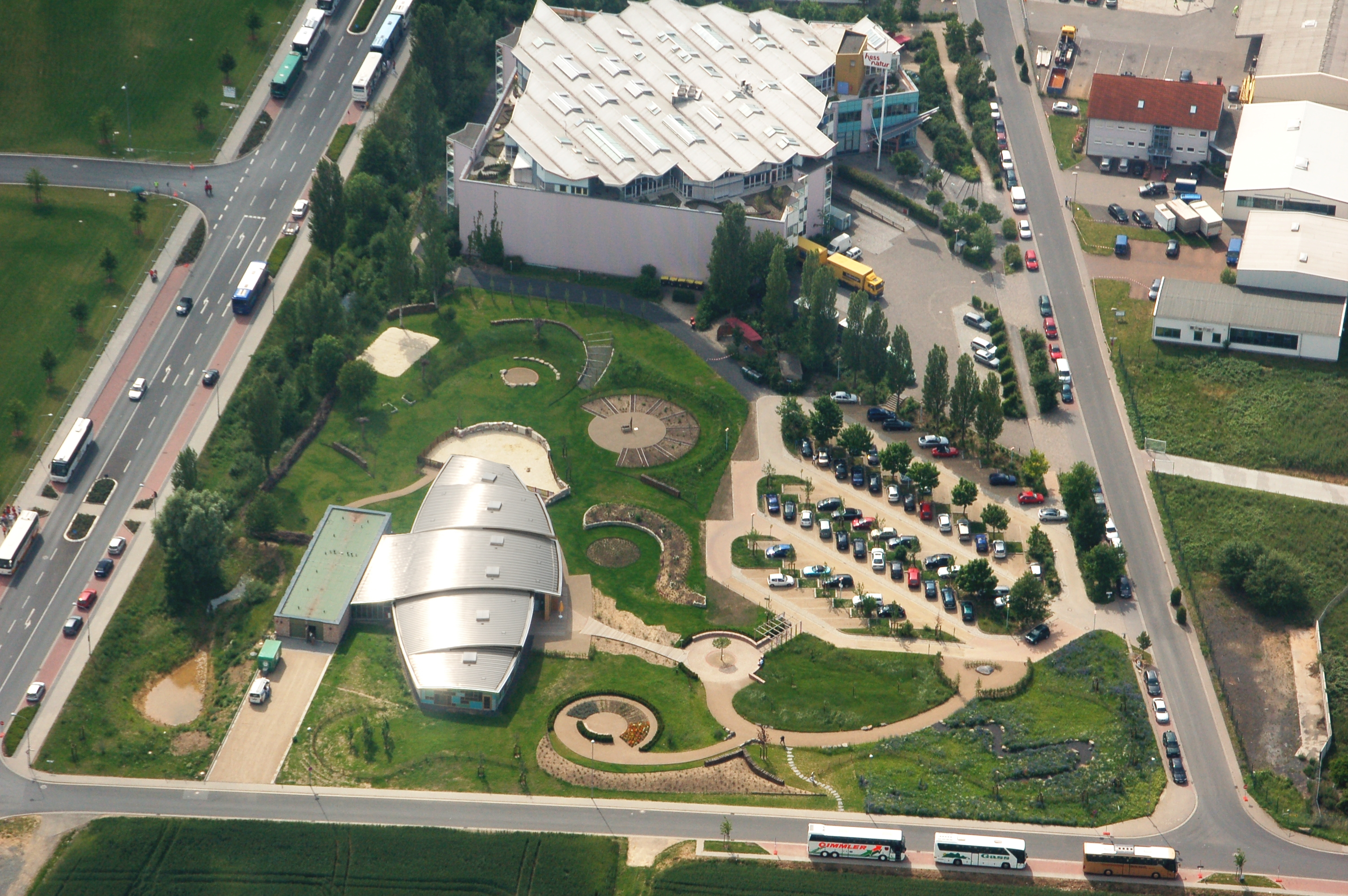
Luftaufnahme Butzbach 2007

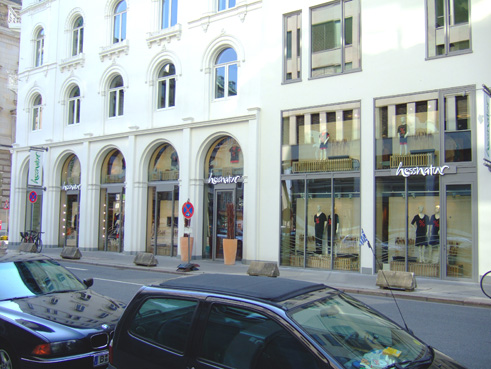
Laden Hamburg: außen

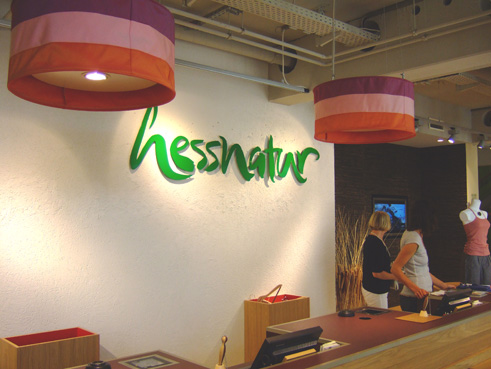
Laden Hamburg: innen

Anfangs verschickten die Besitzer Waren des Sortiments aus ihrem Wohnhaus, kurze Zeit später kam ein kleines Ladengeschäft in Bad Homburg dazu. 1985 wurde das Kleinunternehmen in Hess Natur-Textilien umbenannt. Das expandierende Unternehmen wurde 1986 in ein größeres Gebäude in Bad Homburg verlegt, von dort aus wurde das Laden- und Versandgeschäft betrieben.
Im Jahr 1992 zog der Versandhandel in ein neues Gebäude in Butzbach, wobei der Stationärvertrieb bis 2006 in Bad Homburg blieb. In der Butzbacher Innenstadt gibt es einen Restpostenladen. In Butzbach wurde 2006 neben dem Firmensitz ein neuer Laden eröffnet, weitere entstanden 2007 in Hamburg und 2008 in München. In den 2000er-Jahren entwickelte hessnatur seinen Kollektionsstil weiter, u. a. durch die Zusammenarbeit mit internationalen Designern wie Miguel Adrover, Eviana Hartman oder Clodagh.
Im Jahr 2001 übernahm Neckermann durch eine mehrheitliche Kapitalbeteiligung das Unternehmen. Von der Übernahme bis Herbst 2008 wurde das Unternehmen von zwei Geschäftsführern geleitet, die vom Karstadt/Quelle-Konzern eingesetzt wurden, der über seinen Anteil an Neckermann Hess erhalten hatte. Von Oktober 2008 bis August 2012 war Wolf Lüdge alleiniger Geschäftsführer. Maximilian Lang ist seit 1. Januar 2012 hessnatur-Geschäftsführer, seit 1. Oktober 2012 ist Marc Sommer Vorsitzender Geschäftsführer des Unternehmens. Im Jahr 2008 hatte hessnatur rund 320 Mitarbeiter, davon 210 im Versand in Butzbach. Der Jahresumsatz 2009 betrug rund 58 Mio. Euro, der für 2010 60 Mio. Euro. Von der Insolvenz von Karstadt/Quelle bzw. Arcandor war auch die Dachgesellschaft Primondo betroffen, der Hess Natur zugeordnet worden war.
Ende des Jahres 2010 wurde bekannt, dass die US-amerikanische Private-Equity-Gesellschaft Carlyle Group Hess Natur übernehmen wollte. Ende 2010 bekundete die Triaz-Gruppe, zu der beispielsweise der Freiburger Waschbär Umweltversand gehört, ebenfalls Interesse an Hess Natur.
Eine Gruppe von Mitarbeitern, Kunden und Personen aus dem Umfeld der Organisationen Attac, Christliche Initiative Romero und Kampagne für saubere Kleidung gründeten am 17. März 2011 die Genossenschaft hnGeno mit dem Ziel, Hess Natur zu kaufen. Dadurch sollte der Verkauf an Carlyle verhindert werden. Im Mai 2011 nahm Carlyle von einem Gebot Abstand.
Nach mehreren Monaten der Spekulation über abgegebene und angenommene Verkaufsangebote wurde im Juni 2011 das Bieterverfahren auf unbestimmte Zeit ausgesetzt; die Eigentümer sollten das Unternehmen in den kommenden Monaten weiterführen. Jedoch war bereits am 31. Mai 2012 ein Kaufvertrag zwischen Primondo und dem Schweizer Investor Capvis unterzeichnet worden. Er behielt sich die Genehmigung der Kartellbehörden vor, die Ende Juni erteilt wurde. Nach Angaben der Frankfurter Allgemeinen Zeitung zahlte Capvis umgerechnet rund 48 Millionen Franken für Hess Natur. Der Betriebsrat strengte wegen der aus seiner Sicht intransparenten Verkaufsverhandlungen eine Klage gegen die Geschäftsführung an. Das Arbeitsgericht Gießen stellte das Verfahren am 27. Juni 2012 ein.
Im Herbst 2012 konstituierte sich der Beirat von hessnatur neu; Vorsitzender des Gremiums wurde der Unternehmer Götz Werner, Gründer der Drogeriemarkt-Kette dm. Im selben Jahr wurde ein hessnatur-Kundenrat konzipiert. Am 1. Juni 2013 wählten die hessnatur-Kundenräte zum Auftakttreffen in Butzbach zwölf Delegierte für das Sprechergremium, das in engem Austausch mit der hessnatur-Geschäftsführung stehen soll.
Im Geschäftsjahr 2020/21 wurde erstmals die Schwelle von 100 Mio. EUR Umsatz überschritten.
Das Unternehmen bemüht sich kontinuierlich um ethische Produktionsstandards bei Zulieferern und die Überwachung der Produktionsbemühungen.

## Auszeichnungen
Im Jahr 2010 überprüfte Stiftung Warentest 20 Anbieter von T-Shirts auf das Sozial- und Umweltengagement. Genauer untersucht wurden der Einsatz für die Umwelt und die Beschäftigten sowie die Unternehmenspolitik, die
Verbraucherinformation und die Transparenz. Von den 20 getesteten Anbietern zeigte sich nur Hess Natur stark engagiert.